# 王世蔭
王世蔭（1577年—？年），字公兆，號瑤源，四川省順慶府南充縣人，民籍。

## 生平
丁丑七月二十九日生，行一，治《易經》，由廩生中式丙午鄉試五十名舉人，年三十三歲中式萬曆三十八年庚戌科會試一百七十九名，第三甲第三十七名進士。都察院觀政，授湖廣長沙府湘潭知縣，丁憂，四十一年補直隸霍丘縣，四十三年任應天府乡试同考官。

## 家族
曾祖王璠，封郎中；祖父王養賢，知縣；父王樓，庠生贈文林郎；母陳氏（贈孺人）。永感下，妻蘇氏（封孺人）。兄世芳（廩生），弟世祚（廩生）；建忠（舉人）；世衡（貢生）；世泰（貢生）；世臨（貢生）。子王讜（廩生）；王諏；王誾；王調；王訥。